# Lygocecis porterae
Lygocecis porterae är en tvåvingeart som först beskrevs av Cockerell 1904.  Lygocecis porterae ingår i släktet Lygocecis och familjen gallmyggor.
Artens utbredningsområde är New Mexico. Inga underarter finns listade i Catalogue of Life.